# Richard Jelínek

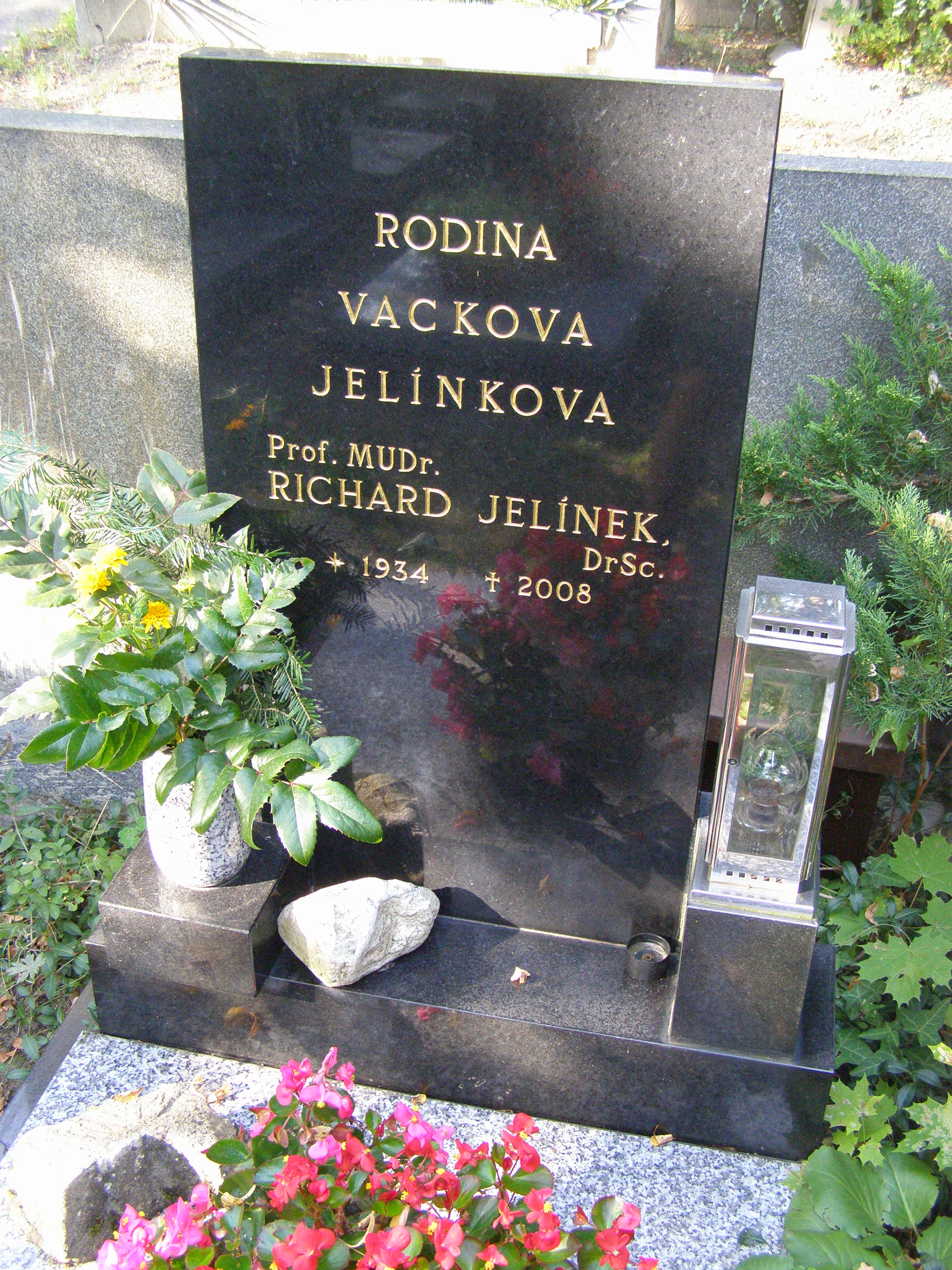
Hrob na hřbitově v pražských Malvazinkách

Richard Jelínek (8. října 1934 Praha – 27. října 2008 tamtéž) byl český histolog, embryolog a anatom. V letech 1990–1994 vedl Ústav experimentální medicíny Akademie věd České republiky.

## Osobní život
V letech 1956–1965 byl odborným asistentem na Anatomickém ústavu Fakulty všeobecného lékařství Univerzity Karlovy v Praze (dnešní 1. lékařské fakulty UK), 1965–1970 vědeckým pracovníkem na Histologickém ústavu Fakulty všeobecného lékařství Univerzity Karlovy v Praze a 1970–1994 vedoucím Teratologické laboratoře Ústavu experimentální medicíny ČSAV (dnes Akademie věd České republiky), kde také od roku 1990 vykonával funkci ředitele.
V letech 1991–2006 byl přednostou Ústavu histologie a embryologie 3. lékařské fakulty Univerzity Karlovy v Praze, do roku 2002 byl vedoucím CBO – Centra biomedicínských oborů 3. lékařské fakulty Univerzity Karlovy v Praze.
Byl členem výboru European Network of Teratology Information Services. Je jedním ze zakladatelů české experimentální teratologie (viz teratogen). V roce 1991 byl jmenován docentem a o rok později získal titul profesora.